# Светаць
Светаць , (хорв. Svetac) — офіційна назва острова в  Хорватській частині Адріатичного моря, що лежить за 25 км на захід від острова Вис. Інша назва — Светі Андрія (але тим же ім'ям названий і офшорний острів і маяк перед Дубровником). Місцеве ім'я Светаця — Штондрія (Štondrija).

## Географія
Святий острів має форму хребта, витягнутого з північного сходу на південний захід, і його береги в основному високі і круті, єдина доступна бухта (Слатина) є тільки на південно-східній частині острова. Поряд з нею є кілька будинків. Ширина острова 1,5 км, довжина 3,5 км, довжина берегової лінії 11,973 км, а площа 4,194 км². Найвища вершина Коса — 316 м.
Далекий на захід у відкритому морі є вулканічний острів Ябука, і за 2,5 км на південний схід лежить вулканічний острів Брусник.
Велика частина острова покрита середземноморськими маками, а також жасмином на північному схилі. З насаджень поблизу села Слатіна найважливішим є ріжкове дерево, а колишні виноградники на південних схилах, як правило, вже мертві.

## Населення
За переписом 1951 р. на Светаці налічувалось 51 жителів, але останній місцевий мешканець (Юрка Занкі) помер в 2000 році. Ось чому сьогодні острів безлюдний, за винятком частих візитів рибалок і менше сезонних туристів. До недавнього часу це був останній населений острів в хорватській Адріатиці.
У ясний день за високої видимості острів можна бачити з пагорбів поблизу Трогіра і Шибеника.